# الخريسية (الجميمة)

تعديل مصدري - تعديل

الخريسية هي إحدى قرى عزلة مساهر مور بمديرية الجميمة التابعة لمحافظة حجة، بلغ تعداد سكانها 246 نسمة حسب تعداد اليمن لعام 2004.